# Триерархия
Триерархи́я  (др.-греч. τριηραρχία —  «командование триерой», от др.-греч. τρι-ήρης — «триера» + др.-греч. ἀρχή — «управление, власть») — самая дорогая и обременительная из всех чрезвычайных афинских литургий, то есть натуральных повинностей, которые отправлялись в виде бесплатных общественных должностей.
Триерархия состояла в обязанности снарядить построенный государством военный корабль — триеру, в продолжение всей кампании содержать его в боевой готовности и командовать кораблём. По истечении года триерарх должен был возвратить корабль в исправном виде и дать отчёт логистам. В древнейшие времена этой литургии в Афинах не было. До персидских войн в Афинах было мало кораблей: каждая из 48, а после Клисфена из 50 навкрарий должна была снаряжать по одному кораблю. После значительного увеличения флота, предпринятого Фемистоклом, о навкрариях более не упоминается: они, очевидно, были упразднены и заменены триерархией.
Триерархия освобождала гражданина в продолжение данного года от всех прочих литургий. Нельзя было принудить триерарха отправлять эту обязанность два года подряд. Если кто-нибудь находил, что литургия эта подобает не ему, а более богатому гражданину, то мог предложить её последнему, если тот отказывался, первый мог требовать обмена имуществами (др.-греч. άστιοσις); при несогласии на это, дело представлялось в суд, который решал, кому из тяжущихся отправлять данную литургию.
Первоначально триерархи получали от государства каждый по одному таланту; впоследствии они получали только судно без оснастки, жалованье экипажу и продовольственные деньги. Издержки триерархии обыкновенно достигали значительной суммы (от 40 мин до 1 таланта). Не удивительно, поэтому, что уже рано (после Сицилийской экспедиции) стали иногда прибегать к раскладке издержек на двух граждан, тем более, что вследствие Пелопоннесской войны граждане значительно обеднели; государство даже стало предоставлять снасти. Но и это не помогло; граждане вместо того, чтобы заведовать кораблем, отдавали оснастку корабля на откуп, от чего страдали интересы государства. Поэтому в 357 году  до н. э. прежние постановления были упразднены и на триерархии было распространено учреждение симморий таким образом, что к триерархии привлекались только 1200 самых зажиточных граждан, разделённых на 20 симморий, по 60 человек в каждой. Каждая симмория имела своего начальника (гегемона) и казначея (эпимелета). Главную роль в симмориях играли 300 богатейших граждан, которые избирались из каждой симмории по 15 человек; из их среды выбирались гегемоны. Каждая симмория была кроме того ещё разделена на несколько синтелий (др.-греч. συντελειαι), в которых состояло от 2 — 16 человек, смотря по тому, сколько у каждого было имущества, или сколько в данном году требовалось кораблей. Однако, и это не повело ни к чему, так как богатейшие граждане действовали во вред своим менее зажиточным товарищам. Поэтому в 340 году до н. э., по предложению Демосфена был введён новый закон: все зажиточные люди обязывались принимать участие в снаряжении таким образом, что тот, кто имел 10 талантов, должен был снарядить 1 корабль, кто имел 20 талантов — 2 корабля (но ни в каком случае не более 2 кораблей), а имевший менее 10 талантов, соединялся с другими, также менее богатыми товарищами, чтобы вместе с ними достигнуть суммы 10 талантов. Подробности этого закона неизвестны, так как он не сохранился; известно лишь, что он с незначительными, быть может, изменениями продолжал существовать и впоследствии.